# Hylaeus haematopodus
Hylaeus haematopodus är en biart som först beskrevs av Cockerell 1913.  Hylaeus haematopodus ingår i släktet citronbin, och familjen korttungebin. Inga underarter finns listade i Catalogue of Life.